# Marsdenia robusta
Marsdenia robusta är en oleanderväxtart som beskrevs av Isaac Bayley Balfour. Marsdenia robusta ingår i släktet Marsdenia och familjen oleanderväxter. Inga underarter finns listade i Catalogue of Life.